# Yoshiyuki Katō
Yoshiyuki Katō (加藤 善之?, Katō Yoshiyuki; Tokyo, 27 luglio 1964) è un ex calciatore giapponese, di ruolo centrocampista.

## Carriera
Giocò 23 incontri nella massima divisione giapponese.